# Бланик, Маноло
Мано́ло Бла́ник (Мануэ́ль Бла́ник Родри́гес, исп. Manuel Blahnik Rodríguez; род. 28 ноября 1942, Санта-Крус-де-ла-Пальма, Канарские острова) — испанский дизайнер обуви и основатель одноимённой британской компании, известной во многих странах прежде всего по сериалу «Секс в большом городе». Почётный командор ордена Британской империи (CBE).

## Биография
Бланик родился и вырос на Канарских островах, где у его семьи была банановая плантация, в семье испанки и чеха. Его отец эмигрировал из Чехословакии в конце 1930-х в условиях наступающего фашизма. В 1965 году он окончил Женевский университет, где изучал право и литературу, и переехал в Париж для изучения дизайна.
В 1970 году он переехал в Лондон. Вёл колонку об обуви в журнале Vogue Italia. Диана Вриланд, увидев его эскизы, посоветовала молодому человеку не терять времени и заняться дизайном обуви. Спустя три года открыл свой первый магазин, купив магазин Zapata в Челси. В 1979 году Бланик открыл бутик на Мэдисон авеню в Нью-Йорке и начал сотрудничество с Перри Эллисом и Келвином Кляйном. В 1990-х годах работал с Джоном Гальяно и Ив Сен Лораном, в это время к нему пришла мировая слава.
Дважды (в 2005 и 2009 годах) выполнял дизайн «рубашек» лимитированного выпуска напитка «Кока-кола лайт».

## Обувь

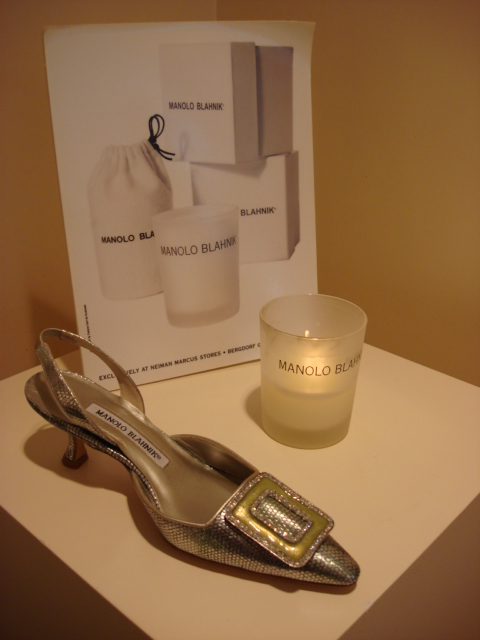
Туфли от «Маноло Бланик»

Отличительной чертой туфель от Бланика являются высокий каблук, оригинальный дизайн и использование самых различных материалов. Его стиль — что-то среднее между элегантностью и удобством. Не в последнюю очередь благодаря высокой цене (от 400 до 4000 $ за пару), постоянными клиентами фирмы являются такие знаменитости, как Мадонна, Наоми Кэмпбелл, Сара Джессика Паркер, Кайли Миноуг и Вайнона Райдер.
Туфли «Маноло Бланик» были названы «пятой звездой» сериала «Секс в большом городе» (после четырёх главных героинь). В частности, в эпизоде «Жизнь в стиле Вог» (A Vogue Idea) повествуется о модели туфель Campari. Маноло Бланик также создал обувь, которую носила героиня Кирстен Данст в фильме «Мария Антуанетта».
Бутики «Маноло Бланик» расположены в США, Гонконге, Южной Корее, Сингапуре, Англии, Испании, Турции, Кувейте, Дубае, а также в России (в Москве и Санкт-Петербурге).